# Berisade
Berisade (in greco antico: Βερισάδης?, Berisádēs; IV secolo a.C. – 352 a.C.) fu un re della Tracia che ereditò, insieme a Amadoco II e Cersoblette, il dominio dal padre Coti I morto nel 358 a.C. Egli era probabilmente fratello degli altri due principi.

## Biografia
Potrebbe aver regnato assieme al figlio  Cetriporide, che si alleò con Atene e gli Illiri contro Filippo II di Macedonia  nel 358 a.C.; Filippo sconfisse la coalizione nel 353 a.C.
Il suo regno fu breve, in quanto morì nel 352 a.C. e alla sua morte Cersoblette dichiarò guerra contro suo figlio.
Il Birisade (in greco antico: Βιρισάδης?, Birisádēs) menzionato da Dinarco lo stesso Parisade, re del Bosforo Cimmerio, e non deve essere confuso con il Berisade menzionato sopra. Il Berisade, re del Ponto, a cui rese visita Stratonico di Atene, il suonatore di lira, dovrebbe essere lo stesso di Parisade.